# Lavinebipper
En lavinebipper, lavine-transceiver, lavine-beacon (ARVA fra fransk: "Appareil de Recherche de Victimes en Avalanche", "apparat, der finder ofre i laviner") er en nødpejlesender og nødpejlemodtager i én, beregnet til at finde personer eller ting begravet i sneen (laviner), som benytter sig af nærfeltskommunikation på frekvensen 457 kHz (typisk EU) eller på 2275 kHz (typisk USA). (Oprindeligt var apparatet lavet som et ekkolodsystem[kilde mangler])

## Funktionalitet
Lavinebipperen har en omskifterknap, så den enten kan sende signaler eller modtage signaler. En lavinebipper rækker ca. 30-80 meter.
Det betyder lavinebipperen kan anvendes til at udsende et signal, så andre over sneen kan pejle sig frem til den begravede person. Hvis man er over sneen, og personen som skal pejles er under sneen, skal man stille sin lavinebipperen til at modtage, og alene eller sammen med andre, pejle sig frem til den begravede person. Sammen med lavinebipperen bør man have en lavinesonde og en lavineskovl. Lavinesonden anvendes til at prikke ned i sneen for at finde personen - eller for at sikre, at man ikke graver ned i personen.
Lavinebipperen benyttes således, at hvis den forreste i eksempelvis en bjergbestigergruppe skal krydse et farligt område med lavinefare, da skal lavinebipperen stå på "send". Hvis personen, så bliver dækket af sne, skal dem der kommer til undsætning, stille deres lavinebipper på "modtag" og kan derved pejle sig ind på den lavinebipper, der sender signalet.
Derved kan man opspore de snedækkede personer hurtigt og præcist, og man reducerer herved tiden, hvori den uheldige er begravet i sneen. Det kræver dog, at både personen under sneen og en anden over sneen har en lavinebipper.
Systemet virker på samme måde som en rævejagt.